# 丁君明
丁君明（?—1616年），字景薇，河南開封府許州長葛縣民籍。
個性溫恭有氣度但不驕傲，曾為同輩被縣幕羞辱一事出頭，万历三十一年（1603年）癸卯科舉人，四十四年（1616年）丙辰科進士，吏部觀政，授中書舍人，未任卒。

## 引用
1. ↑  《萬曆四十四年丙辰科進士序齒録》
2. ↑  民國《長葛縣志·卷九·人物傳》：丁君明，字景薇，萬曆癸卯舉人，丙辰進士，考授中書科中書，未任卒。君明溫恭有局度，俊雅不羣，然不以行能驕人，人以此敬慕之。敦古道、尚氣節，為諸生時有同輩為縣幕辱，君明毅然鳴之當道以雪恥；通籍後不私一竿牘，所居仍寥寥數椽而已，識者悼之。